# Lamborghini Estoque

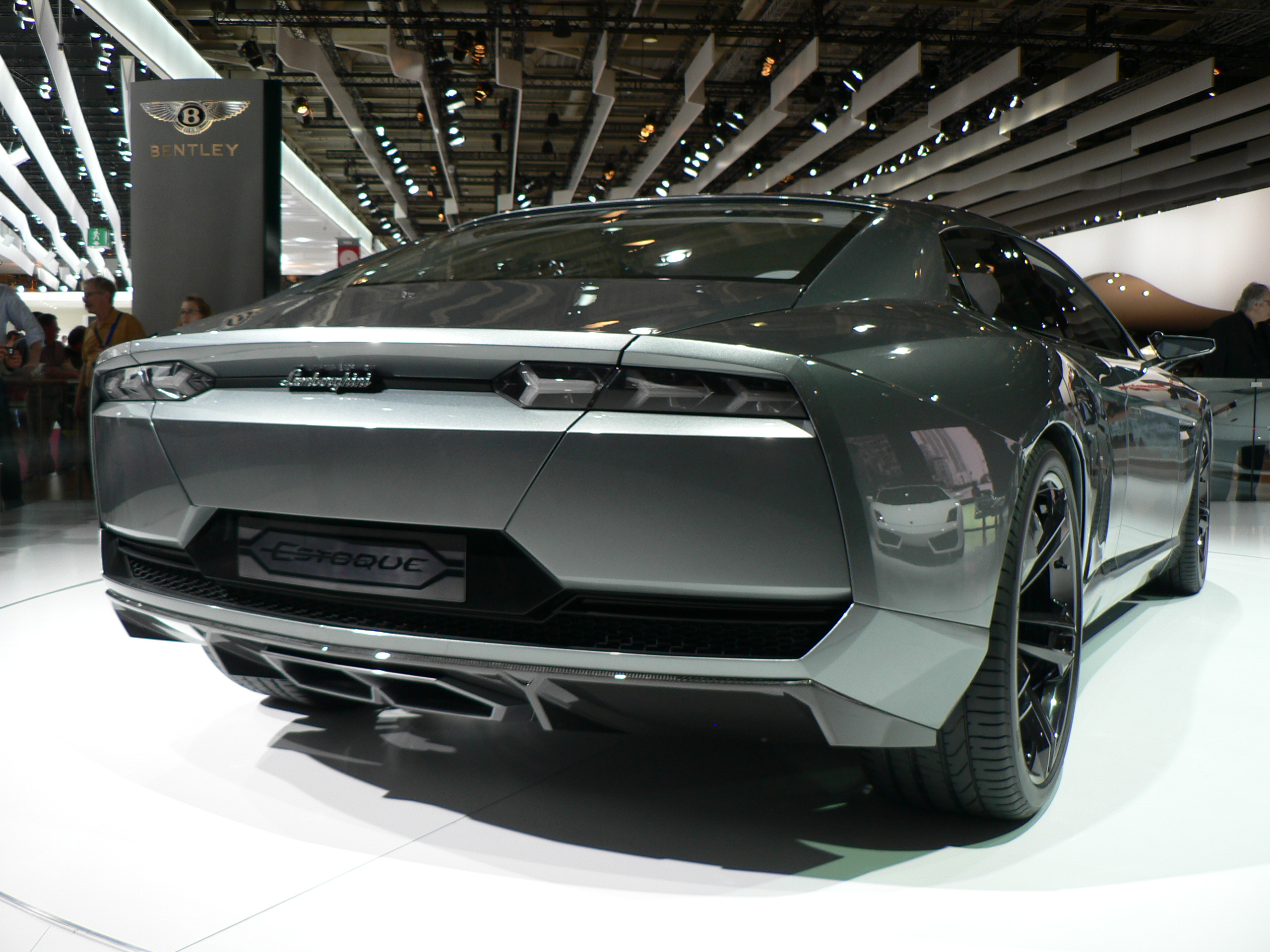
Vista posterior.

El Lamborghini Estoque és un prototip d'automòbil construït per Lamborghini. És un sedan de quatre portes que es va presentar al Saló de l'Automòbil de París de 2008. L'Estoque és el primer Lamborghini amb motor davanter des de l'LM002. Tot i ser classificat com un prototip, l'Estoque és considerat per sortir a producció. Actualment alberga un V10 de 5,2 litres, tot i que s'ha especulat que podria ser substituït per un V12, o un V8, i fins i tot un híbrid, un motor dièsel com suggereix el director de la marca Lamborghini, Manfred Fitzgerald.
Igualment com amb altres models de Lamborghini, el nom Estoque deriva de la tauromàquia. L'estoc és un tipus d'espasa utilitzada tradicionalment pels matadors, en les curses de toros.